# Patrícia Lobo
Patrícia Lobo (São Paulo, 19 de outubro de 1982) é uma diretora de cinema, roteirista, artista visual e pesquisadora brasileira.

## Biografia
Graduada em Comunicação Social e mestra em Artes pela Universidade Estadual Paulista - UNESP, se interessa pelo cinema autoral como forma de expressar suas próprias experiências, questionando o sistema e suas instituições mais conservadoras. Em 2009, lançou a pLobo produções com foco inicial no segmento de design, paralelamente à sua atuação no mercado editorial. Cinco anos depois, assinou o roteiro e a direção de seu primeiro curta, “20 anos, orquídea” (2014), exibido em São Paulo e no IndieLisboa - Festival Internacional de Cinema Independente de Lisboa (Portugal). Com isso, o objetivo da produtora para o mercado audiovisual foi ampliado. Em 2015, lançou o curta-metragem “Um bom lugar para se sentir invisível”, com exibições em festivais internacionais e nacionais como o 39º Festival de Curtas de Grenoble, França, INTERFILM - 31º Festival Internacional de Curtas de Berlim, na Alemanha, MuBE - Museu da Escultura Brasileira e Cinemateca Brasileira, ambos em São Paulo. Em seguida, a cineasta fez mais um curta intitulado “Não trocaria minha mãe por nada neste mundo” (2017), com o ator Bruno Giordano. Em outubro de 2018, filmou o curta-metragem “O Palhaço, o Deserto”, que serviu de inspiração para o longa de mesmo nome, lançado oficialmente em 2021. O longa-metragem teve sua primeira exibição no Marché Du Film, Festival de Cannes 2021. Lançamento Oficial no Brasil, dia 02 de setembro de 2021. Foi selecionado no 48o. Festival Sesc Melhores Filmes e indicado para várias categorias no Grande Prêmio do Cinema Brasileiro 2022. Lançou seu primeiro documentário, longa-metragem, intitulado “Resistentes”  em 2024, abordando os temas de memória e verticalização de alguns bairros da Zona Oeste de São Paulo, através de relatos de donos de botecos e moradores locais. Dirigiu o clipe do artista brasileiro Lucas Santtana, Streets Bloom (2017), que ganhou críticas positivas na imprensa internacional ao trabalhar em uma narrativa baseada em imagens da cidade de São Paulo capturadas por drone. Publicou dois livros: “À Margem”  e “Amar é Intolerável", fez parte de uma série de produções teatrais e também participou, em 2018, 2019 e 2020 do júri e da direção artística do No Ar Drone Film Fest Brasil.

## Filmografia
| Ano  | Título                                      | Tipo           |
| 2024 | Resistentes                                 | Longa-metragem |
| 2021 | O Palhaço, Deserto                          | Longa-metragem |
| 2018 | O Palhaço, Deserto                          | Curta-metragem |
| 2017 | Streets Bloom - Lucas Santtana              | Videoclipe     |
| 2017 | Não Trocaria Minha Mãe Por Nada Neste Mundo | Curta-metragem |
| 2015 | Um Bom Lugar Para Se Sentir Invisível       | Curta-metragem |
| 2014 | 20 anos, Orquídea                           | Curta-metragem |